# Setter englez
Setterul englez este un câine de vânătoare de origine engleză, din categoria: vișlă, setter, grupul VII., secția 2.2 după sistemul FCI de clasificare a raselor canine.

## Denumiri
Denumirea oficială FCI: English Setter
Standard FCI: Nr. 2 (1987.06.24)
Țara de origine: Marea Britanie

## Istoric
Rasa Setter englez a fost prezentă în arhipelagul britanic cu multă vreme în urmă și nu există înregistrări clare cu privire la modul și contextul în care s-au obținut primele exemplare. Multe documente descriu "câini de vânătoare cu părul lung" folosiți în insulele britanice și este posibil ca la origine să fie plasate de Epagneul continental, care au fost încrucișate în timp cu diferite varietăți de Spaniel de talie mare și exemplare de Pointer.
Silueta elansată, elegantă a acestui câine de vânătoare poate fi observată în numeroase gravuri din Anglia secolului al XVI-lea ce doreau să reflecte obiceiurile epocii. Setter Englez este cea mai răspândită rasă dintre toate varietățile de Setter (Setter irlandez, Gordon Setter, Setter irlandez roșu și Setter irlandez roșu cu alb). Forma și calitățile actuale se datorează în principal muncii selecționerului britanic Sir Edward Lowcrack care a pornit la mijlocul secolului al XIX-lea de la un exemplar foarte valoros și, prin încrucișări și selecții foarte riguroase, a creat o linie deosebit de utilă pentru perpetuarea unor calități distincte, de apreciat. O altă linie valoroasă de Setter-i englezi a fost creată și dezvoltată de Parcel Llewellin. Recunoașterea oficială a rasei din partea English Kennel Club a venit în anul 1873, iar cinci ani mai târziu AKC a recunoscut, la rândul ei, rasa Setter englez, elaborând un standard care a rămas valabil până în prezent.

## Descriere fizică
Este un cîine de talie medie spre mare, care etalează în egală măsură o alură atletică și o prezentare elegantă, ușor de observat. Capul lung și ascuțit are stopul bine pronunțat, botul este teșit la vârf, drept și de lungime medie. Trufa este neagra sau maron închis. Ochii de mărime medie sunt ușor migdalați, cu irisul în nuanțe închise. Urechile sunt prinse în plan coborât, sub linia ochilor, în spatele craniului, sunt acoperite de păr destul de lung și atârnânde. Gâtul este lung și ținut ridicat, grațios, spatele lung și drept are o notă coborâtoare posterioară, coada este potrivit de lungă și purtată ușor curbată, atârnat sau ridicată la nivelul spatelui. Blana este foarte frumoasă, lungă, matăsoasă și cu franjuri pe urechi, partea posterioară a membrelor, piept, abdomen și coadă. Părul poate fi drept sau ușor ondulat. Culori specifice: alb-negru (blue belton), alb-portocaliu (orange belton), alb-galben (lemon belton), sau alb, negru și portocaliu (tricolour).

### Înălțime
61-68 cm

### Greutate
25-30 kg

## Personalitate
Un câine de rasă Setter englez se va dovedi mereu prietenos, alert și sensibil. Deși suplu și cu o aparență fragilă, deține o rezervă inepuizabilă de energie, mascată adesea sub o aparență calmă și contemplativă. Setter-ii englezi sunt foarte afectuoși atașându-se puternic de stăpân, acceptă ușor persoanele străine și interacționează ușor cu alte animale și alți câini, așa cum procedează mulți câini de vânătoare, obișnuiți cu lucrul în haită. Este foarte entuziast pe parcursul ședințelor de exerciții și se dovedește mare amator de jocuri și provocări. Se înțelege bine cu copiii și îi acceptă ușor în preajmă, fiind răbdător chiar și confruntat cu manfestări solicitante venite din partea acestora.

## Îngrijire și sensibilitate boli
Blana mătăsoasă, lungă și fină trebuie periată regulat pentru a se evita apariția nodurilor de păr și declanșarea fenomenului încâlcirii. De asemenea, părul trebuie trimat la intervale regulate. Acești câini sunt predispuși genetic la afecțiuni oculare severe ce pot duce adesea la orbire. Exemplarele cu fond dominant alb prezintă mai multe riscuri de a dezvolta diferite alergii și afecțiuni ale pielii. Boli comune: displazia de cot și cea de șold, hipotiroidismul și surditatea.

## Condiții de viață
Este recomandat persoanelor active, dispuse la efort și mișcare în aer liber care își pot face timp pentru câine. Îi place foarte mult să exploreze mediul înconjurător, urmărește foarte preocupat orice urmă de miros, rezistă la plimbări lungi și se bucură să alerge pe distanțe lungi, chiar și alături de bicicletă. Grație firii adaptabile și sociabilității de care dă dovadă se poate adapta și condițiilor de viață dintr-un apartament, dar doza de activitate zilnică trebuie consumată, altfel se poate dovedi distrugător, din plictiseală. Cel mai bine, un Setter Englez se simte într-o curte îngrădită unde se poate mișca în voie. Dar este nevoie de un sistem bine pus la punct al îngrădirii perimetrului, căci evadează ușor chemat de instinctele sale de explorator și dovedește abilități impresionante când vine vorba de salturi și cățărări dificile.

## Dresaj
Pentru că dau dovadă de inteligență și sensibilitate, câinii din rasa Setter englez pot fi ușor de dresat. Structural rămân câini de vânătoare și se vor bucura cel mai mult de activitățile din acest spectru. Sunt foarte buni câini de aret. Nu este recomandat să fie dedicat dresajului pentru pază, întrucât sunt mult prea sociabili și permisivi prin natura lor. Pot obține rezultate frumoase la dresajul de agilitate, cel de muncă și în concursurile de dresaj de obediență.

## Utilitate
Cu adevărat polivalent, Setterul englez știe să-și adapteze cheta la terenul care i se oferă și la dificultățile pe care le întâlnește. Obține constant rezultate bune la concursurile de toamnă la vânatul împușcat. Este foarte apreciat de către vânători la căutarea potârnichilor ori a cocoșilor de munte, a gâștelor din mlaștină, ori a becațelor. Comparativ cu „rudele” sale, Setter irlandez și Setter Gordon, culoarea luminoasă a robei îl fac mult mai vizibil în câmpul de vânătoare și este mai bine adaptat la frig și umezeală față de câinii Pointer, cu care este adesea comparat.

## Speranța de viață
10-14 ani